# Новикова, Ольга Евгеньевна
Ольга Евгеньевна Новикова (род. 9 декабря 1977, Минск) — белорусская футболистка и футбольный тренер. Выступала за сборную Белоруссии.

## Биография
Участвовала во взрослых соревнованиях с 14-летнего возраста. В первом сезоне независимого чемпионата Белоруссии в 1992 году в составе могилёвской «Надежды» стала чемпионкой и обладательницей Кубка, в финале Кубка забила один из голов в ворота минской «Электроники» (5:0). Позднее выступала за другие клубы Белоруссии, в том числе в составе «Бобруйчанки» принимала участие в матчах еврокубков. Выступала за футбольный клуб Медик (Конин).
С 2000-х годов играла за клубы высшей лиги России — «Спартак» (Москва), «Надежда» (Ногинск), «Измайлово» (Москва), «Рязань-ВДВ», «Зоркий» (Красногорск). В составе «Спартака» — финалистка Кубка России 2006 года, в составе «Зоркого» в сезоне 2011/12 стала серебряным призёром чемпионата.
Выступала за национальную сборную Белоруссии, в официальных матчах дебютировала в 1995 году. В 2009—2011 годах сыграла 4 матча и забила 1 гол в отборочных играх чемпионатов мира и Европы. По данным УЕФА всего сыграла 29 матчей и забила 4 гола за сборную в официальных турнирах.
После окончания игровой карьеры входила в тренерский штаб женского клуба «Ислочь-РГУОР», где работала с взрослой командой и командами девочек. В начале 2020 года получила тренерскую лицензию «В».
Окончила Российский государственный университет физической культуры, спорта и туризма.